# Emmanuel Obetsebi-Lamptey
Emmanuel Odarkwei Obetsebi-Lamptey (affectueusement connu sous le nom de Liberty Lamptey, est né le 26 avril 1902 et mort le 29 janvier 1963 , est un militant politique dans la colonie britannique de la Gold Coast. Il est l'un des pères fondateurs de la Convention de la Gold Coast unie (en) (UGCC) connue sous le nom de « Les six grands (Ghana) (en) ». Il est le père de l'homme politique du NPP Jake Obetsebi-Lamptey (en). Il joue un rôle essentiel dans Les six grands (Ghana) (en).

## Début de la vie
Il est né le 26 avril 1902 dans un village de Ga près d'Ode, une banlieue d'Accra. Son père Jacob Mills Lamptey est un homme d'affaires. Son demi-frère Gottlieb Ababio Adom (en) (1904-1979) est éducateur, journaliste, rédacteur en chef et pasteur presbytérien. Il est rédacteur en chef du Christian Messenger (Ghana) (en), le journal de l'Église presbytérienne du Ghana (en), de 1966 à 1970.

## Éducation
Il fréquente l'Accra Wesleyan School et va ensuite à la École royale d'Accra (en). Il obtient son diplôme LL. B. et est admis à l'Appel au bar (en) de l'Inner Temple en 1939. À ce moment-là, la Seconde Guerre mondiale (1939-1945) a commencé, pendant laquelle il reste et travaille en Angleterre,.

## Vie privée
Emmanuel Obetsebi-Lamptey épouse d'abord une Néerlandaise, Margaretha, avec qui il a deux fils : Jake Obetsebi-Lamptey (en) (un homme politique du Nouveau Parti patriotique, producteur de télévision et de radio et homme d'affaires publicitaire) et Nee Lamkwei Afadi Obetsebi-Lamptey.
Obestebi-Lamptey épouse plus tard une femme ga, Augustina Akuorko Cofie (17 décembre 1923 – 14 novembre 2019), fille jumelle cadette de William Charles Cofie et d'Irene Odarchoe. Elle est cofondatrice de la Gold Coast Women's Association et ancienne tutrice à l'Accra Methodist Girls School de 1947 à 1953. En 1970, elle devient la première femme ghanéenne à être nommée envoyée au Liberia. Dans la région du Grand Accra, elle s'implique dans la Philanthropie dans les prisons pour femmes. Obetsebi-Lamptey a deux enfants avec Cofie, Nah-Ayele et Nii Lante.
Obetsebi-Lamptey est décédé des suites d'un cancer.

## Héritage
Son héritage bien établi se reflète dans les livres d'histoire ghanéens, les noms de rues et l'échangeur Obetsebi-Lamptey sur la Ring Road Ouest à Accra, au Ghana. Un monument a été érigé en sa mémoire après l'achèvement de l'échangeur.